# Epanterias

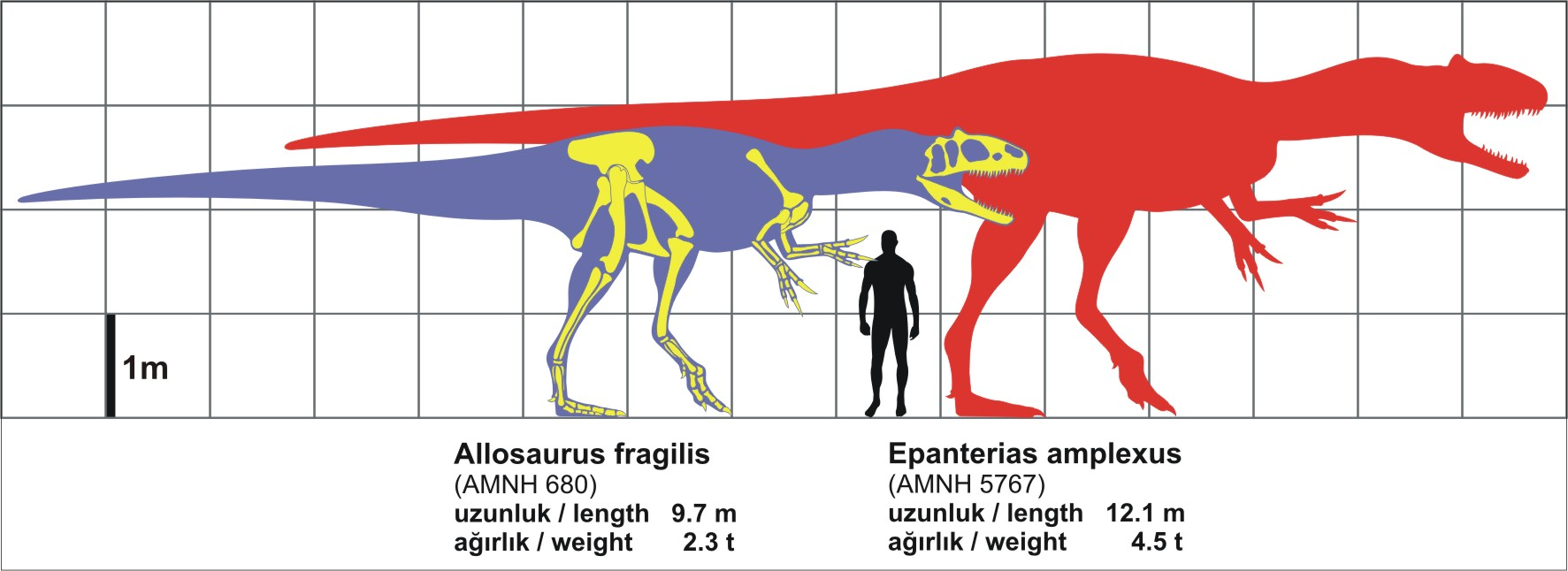
Comparação de tamanho de Allosaurus fragilis e Epanterias amplexus.

Epanterias é um gênero de dinossauro bípede e carnívoro que viveu durante o Jurássico Superior, podendo alcançar em torno de 12 m de comprimento. Ele foi descrito por Edward Drinker Cope em 1878, o representante da espécie é Epanterias amplexus. Primeiramente acreditava-se que fosse um saurópode, mas mais tarde foi mostrado que era um terópode. Gregory S. Paulo reavaliou o material como pertencente a uma grande espécie de Allosaurus.